# Liwnim
Liwnim (hebr. ליבנים) – wieś położona w samorządzie regionu Merom ha-Galil, w Dystrykcie Północnym, w Izraelu.
Leży we wschodniej części Górnej Galilei w pobliżu Jeziora Tyberiadzkiego.

## Historia
Osada została założona w 1982 jako moszaw i w 1989 przekształcono w wioskę.